# Herbert von Karajan
Herbert von Karajan (Salzburg, 5 d'abril de 1908 – Anif, prop de Salzburg, 16 de juliol de 1989) fou un director d'orquestra austríac.
Va ser un dels més destacats del període de postguerra i, àmpliament reconegut com un dels millors, va dirigir l'Orquestra Filharmònica de Berlín durant trenta-cinc anys. Especialista del repertori austrogermànic i centreeuropeu, de Bach a Bartók, així com de l'òpera italiana, ha deixat prop d'un miler de gravacions amb Deutsche Grammophon, EMI i Decca, que el converteixen en el més prolífic del segle xx.

## Genealogia
Herbert von Karajan era fill d'una família de l'alta burgesia de Salzburg d'ascendència grega. Un avantpassat seu, Georg Johannes Karajanis, que havia nascut a Kozani, en aquella època ciutat pertanyent a l'Imperi Otomà (actualment Macedònia grega), es trasllada a Viena el 1767, i més endavant a Chemnitz (Saxònia). Ell i el seu germà participaren en l'establiment de la indústria tèxtil de Saxònia, i foren ennoblits pels seus serveis a Frederic August I de Saxònia l'1 de juny de 1792 (afegint així von al cognom). El nom Karajanis esdevenia Karajan.

## Primers anys

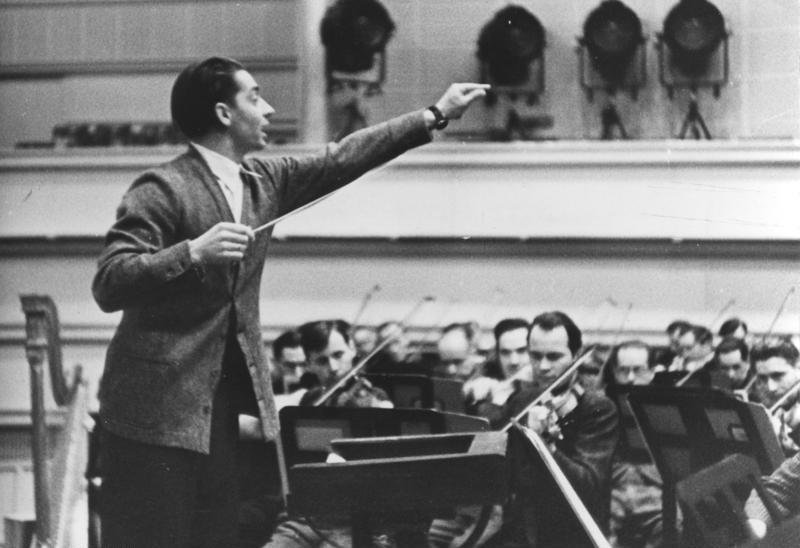
Herbert von Karajan dirigint un concert l'any 1941.

De 1916 fins a 1926, estudià al Conservatori Mozarteum a Salzburg, on se l'animà a estudiar per la direcció. El 1929, ja dirigia Salomé al Festspielhaus a Salzburg, i de 1929 fins a 1934, fou el primer Kapellmeister al Stadttheater a Ulm, Alemanya. El 1933, Karajan feia el seu debut al Festival de Salzburg amb la Walpurgisnacht Scene en la producció de Max Reinhardt de Faust. Un any després, i una altra vegada a Salzburg, Karajan dirigia per primera vegada la Filharmònica de Viena, i de 1934 a 1941 dirigia concerts a la Aachen opera house.
Durant el Tercer Reich, en un moment en què les millors batutes (Erich Kleiber, Bruno Walter, Otto Klemperer) es trobaven a l'exili, Karajan es confirma com la nova promesa germànica. El març de 1935, la carrera de Karajan va tenir un significatiu impuls quan es va fer membre del Partit nazi. Aquell mateix any és nomenat l'alemany més jove Generalmusikdirektor i va ser director convidat a Brussel·les, Estocolm, Amsterdam i altres ciutats europees.
El 1937, Karajan va fer el seu debut amb l'Orquestra Filharmònica de Berlín i l'Òpera Estatal de Berlín amb Fidelio. El 1938 va gaudir d'un important èxit amb Tristan und Isolde i fou batejat per un crític berlinès com Das Wunder Karajan («El miracle Karajan»). El mateix any signa un contracte amb Deutsche Grammophon i realitzà el primer dels seus nombrosos enregistraments dirigint la Staatskapelle Berlin en l'obertura de La flauta màgica. Tanmateix, Adolf Hitler només va rebre amb menyspreu el director després que s'equivoqués en un concert de gala amb Die Meistersinger von Nürnberg per als reis de Iugoslàvia el juny de 1939. En dirigir sense la partitura, Karajan es va perdre, els cantants es van detenir, la cortina es va esquinçar al mig de la confusió. Furiós, Hitler va ordenar a Winifred Wagner: «Herr von Karajan mai no dirigirà a Bayreuth mentre jo visqui», i així va ser. Tot i això, a la fi de la Segona Guerra Mundial va ser llistat a la Gottbegnadeten-Liste, un miler d'artistes considerats com a irremplaçables que eren exempts de serveis al front per a protegir l'heritatge cultural alemany.

## Postguerra
El 1946, oferí el seu primer concert de la postguerra, a Viena, amb l'Orquestra Filharmònica de Viena, però després les autoritats de l'ocupació russa li van prohibir exercir la direcció, a causa d'haver estat membre del Partit Nazi. Aquell estiu, va participar anònimament en el Festival de Salzburg. Al següent any, se li va permetre continuar dirigint i es convertí en director artístic de la Gesellschaft der Musikfreunde, de Viena. També va dirigir al Teatre de La Scala de Milà. El mateix any, a instàncies del productor discogràfic britànic Walter Legge, va ser nomenat titular de l'Orquestra Philharmonia de Londres, amb la que va realitzar una llarga sèrie d'enregistraments que el convertiren en una estrella internacional. Karajan va convertir l'orquestra en una de les millors del món. El 1951 i el 1952, va dirigir el Bayreuth Festspielhaus.
A la mort de Wilhelm Furtwängler el 1954, Karajan va abandonar la formació londinenca per acceptar la direcció de l'Orquestra Filharmònica de Berlín, la qual havia constituït des de sempre un dels seus objectius més anhelats i al capdavant de la qual ja havia debutat el 1938. Va assumir la direcció imposant la condició que la seva plaça fos vitalícia. Entre 1957 i 1964, va ser director artístic de l'Òpera Estatal de Viena.
Va estar involucrat de prop amb l'Orquestra Filharmònica de Viena i el Festival de Salzbrug. Va dirigir el Concert d'Any Nou de Viena el 1987. La seva darrera aparició com a director va ser el 23 d'abril de 1989 amb l'Orquestra Filharmònica de Viena, dirigint la Simfonia núm. 7 d'Anton Bruckner. Va continuar interpretant, dirigint i gravant en forma prolífica fins a la seva mort, d'un atac de cor, el 16 de juliol de 1989.